# Borja García
Borja García (15 de Dezembro de 1982) é um automobilista espanhol. Correu na temporada 2005 de GP2 Series pela equipe Racing Engineering, e foi campeão da Fórmula 3 Espanhola de 2004.